# Rita Schmutzler

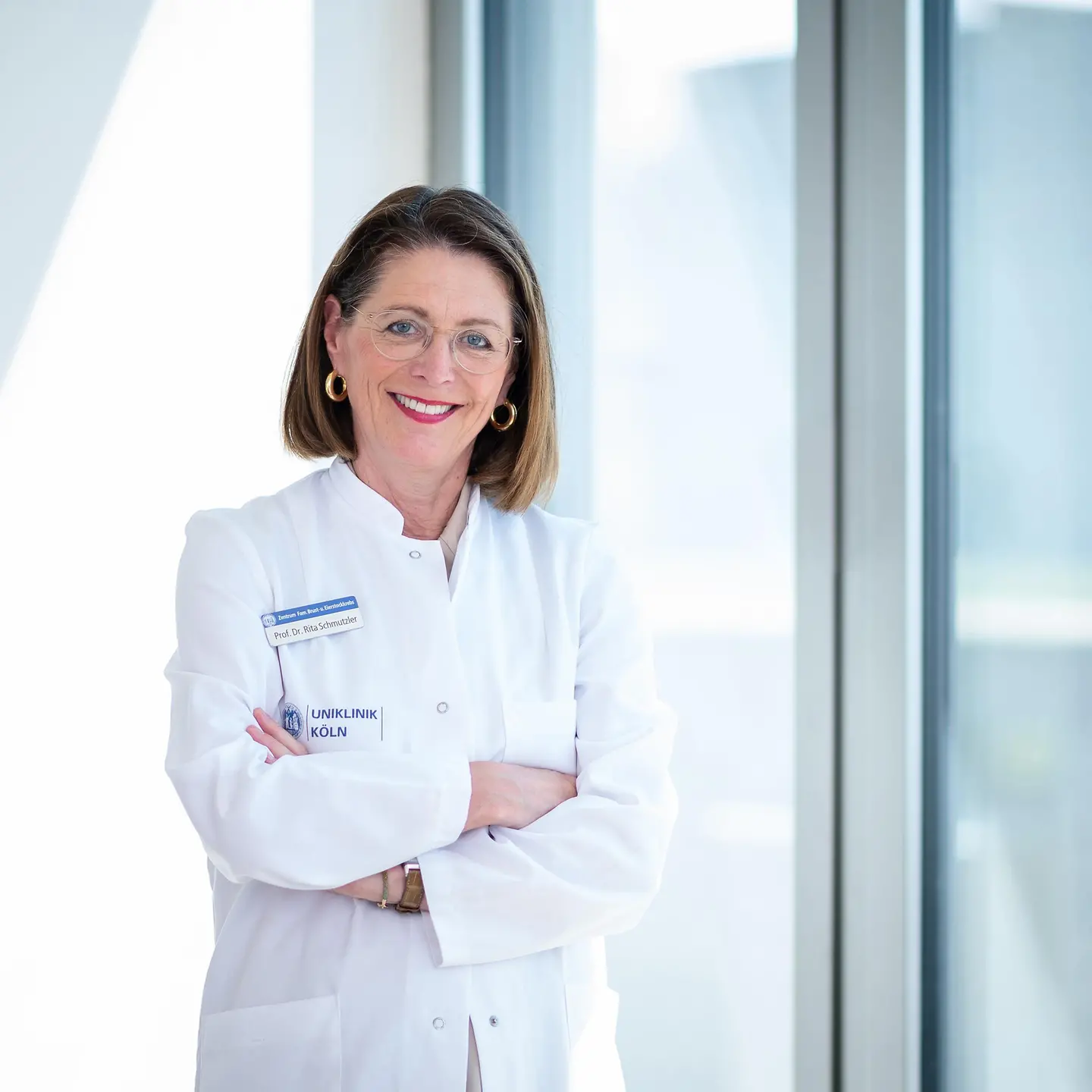
Rita K. Schmutzler

Rita Katharina Schmutzler (* 1958) ist eine Deutsche Medizinerin und Hochschullehrerin. Sie ist Direktorin des Zentrums Familiärer Brust- und Eierstockkrebs sowie des Nationalen Centrums Familiäre Tumorerkrankungen (NCFT®) der Uniklinik Köln, Koordinatorin des Deutschen Konsortiums Familiärer Brust- und Eierstockkrebs, und Vorstandsmitglied des CIO | Centrum für Integrierte Onkologie. Schmutzler ist Gynäkologin und spezialisiert auf die Betreuung von Personen mit einer familiären Belastung für Tumorerkrankungen.

## Leben
Von 1979 bis 1984 absolvierte Schmutzler ihr Studium der Humanmedizin an der Universität Bonn. Dort promovierte sie 1984. Im darauffolgenden Jahr 1985 und 1988 schloss sie die Amerikanischen Medizinischen Examina FMGEMS und FLEX erfolgreich ab. Von 1986 bis 1992 absolvierte Schmutzler eine Weiterbildung in Gynäkologie und Geburtshilfe an der Universität Bonn, wo sie ab 1994 auch den Aufbau und die Leitung des Zentrums Familiärer Brust- und Eierstockkrebs an der Frauenklinik übernahm. Seit 2003 ist sie Universitätsprofessorin und seit 2012 Direktorin des Zentrums Familiärer Brust- und Eierstockkrebs des Universitätsklinikums Köln.
1984 startete Schmutzler ihren wissenschaftlichen Werdegang als Assistentin am Institut für Biochemie der Universität Bonn. Im darauffolgenden Jahr 1985 erhielt sie ein DAAD-Stipendium auf dem Gebiet der gynäkologischen Endokrinologie an der Eastern Virginia Medical School, Norfolk, USA. Von 1989 bis 1990 bekam sie ein DFG-Stipendium zum Thema Genvarianten des Östrogenrezeptors beim Mammakarzinom an der Mount Medical School, New York, USA.
Von 1994 bis 1997 folgte ein DFG-Habilitationsstipendium mit der anschließenden Habilitation im Fachgebiet Gynäkologie und Geburtshilfe sowie zum Thema Molekulargenetische Alterationen beim sporadischen Mammakarzinom im Jahr 1997. 2003 wurde Schmutzler zur Stiftungsprofessorin der Deutschen Krebshilfe für Molekulare Gynäko-Onkologie an der Frauenklinik der Universität zu Köln ernannt. Seit 2005 koordiniert sie die 23 Zentren für Familiären Brust- und Eierstockkrebs in Deutschland. Als Leiterin mehrerer Drittmittel-geförderter Projekte zur Identifikation und diagnostischen, präventiven und therapeutischen Bedeutung Brustkrebs-assoziierter Risikogene durch die Stiftung Deutsche Krebshilfe, die Deutsche Forschungsgemeinschaft und das BMBF hat sich Schmutzler seit 1994 einen Namen gemacht.

## Forschungsschwerpunkte
Schmutzlers Forschungsschwerpunkte liegen in den Bereichen Krebsprävention, risikoadaptierte Prävention, Gynäkologische Onkologie, speziell Molekulargenetik des Mamma- und Ovarialkarzinoms, hereditäre gynäkologische Tumorerkrankungen. Ziel ihrer Forschungsarbeit ist es, die genetischen Ursachen für die Veranlagung aufzuschlüsseln und betroffenen Patientinnen und Patienten vorbeugende Maßnahmen anzubieten, um entweder das Ausbrechen der Erkrankung zu verhindern oder die Krankheit so früh zu erkennen, dass sie heilbar ist.

## Preise und Auszeichnungen
- 1998: Walther-Hohlweg-Preis der Deutschen Gesellschaft für Gynäkologie und Geburtshilfe[2]
- 1999: Ingrid-zu-Solms-Preis des Deutschen Ärztinnenbundes[3]
- 2010: Gunther-Bastert-Innovationspreis der Deutschen Gesellschaft für Gynäkologie und Geburtshilfe
- 2020: Deutscher Krebspreis 2020 (translationaler Teil) der Deutschen Krebsgesellschaft und der Deutschen Krebsstiftung
- 2021: Universitätspreis 2020 in der Kategorie Forschung der Universität zu Köln
- 2021: Innovationspreis des Landes Nordrhein-Westfalen (Kategorie: Innovation)[4]
- 2023: Deutscher Preis für Krebspräventionsforschung des Deutschen Krebsforschungszentrums, DKFZ
- 2024: Wilhelm-Warner-Preis 2023 für das Lebenswerk im Bereich der Forschung und Versorgung bei familiär, genetisch bedingtem Mamma- und Ovarialkarzinom.[5]

## Gremien und Ehrenämter (Auswahl)
- Seit 2002: Mitglied der AGO Mamma der Deutschen Krebsgesellschaft.[6]
- 2004–2013: Mitglied im Fachausschuss der Stiftung Deutsche Krebshilfe.[7]
- Seit 2009: Sachverständige der Deutschen Gesellschaft für Gynäkologie und Geburtshilfe (DGGG) in der Gendiagnostikkommission beim Robert-Koch-Institut Berlin für die Deutsche Gesellschaft für Gynäkologie und Geburtshilfe
- 2011–2016: Leiterin der Arbeitsgemeinschaft Erbliche Tumorerkrankungen (AET) der Deutschen Krebsgesellschaft.[8]
- Seit 2012: Mitglied des Ethikbeirats der Nationalen Kohorte gefördert durch das BMBF.[9]
- Seit 2021: Mitglied im Senat der Helmholtz-Gemeinschaft[10]
- Seit 2022: Mitglied im Beirat des Zentrums für Registerdaten (ZfRD) am Robert Koch Institut (RKI), berufen durch das BMG

## Patente und eingetragene Marken
- 2014: TruRisk® Genpanel[11]
- 2015: NCFT®, Nationales Zentrum Familiäre Tumorerkrankungen
- 2021: HRD Test, Method for assessing homologous recombination deficiency in ovarian cancer cells European patent application No.; BVK Reference: RIS-01/20-EPA; WJS Reference: UN23A01/P-EP